# Wilhelm I. (Katzenelnbogen)
Wilhelm I. von Katzenelnbogen (* 1270 oder 1271; † 18. November 1331) war Graf von Katzenelnbogen aus der älteren Linie der Familie. Sein Vater war Diether V. von Katzenelnbogen, seine Mutter Margarete von Jülich († 1292), Tochter aus der gleichnamigen, einflussreichen Adelsfamilie.
Wilhelm regierte von 1276 bis 1331. Im Jahre 1284 heiratete er Irmgard von Isenburg († 1309), Tochter Ludwigs I. von Isenburg, zu deren Mitgift St. Goarshausen zählte. Seine zweite Frau war Adelheid von Waldeck († 1329). Dieser Verbindung entstammte Wilhelm II. († 1385), der 1332 Oberhaupt des Katzenelnbogener Grafengeschlechts älterer Linie wurde.
1301 verbündete sich Wilhelm I. mit den vier rheinischen Kurfürsten, die überhöhte Rheinzölle forderten und damit den Handel stark schädigten. Die Folge war die Kriegserklärung von König Albrecht I. und die Zerstörung von Zwingenberg, Besitz Wilhelms an der Bergstraße. Auch Weinheim, Heppenheim und Bensheim wurden eingenommen.
1319 gestattete der Trierer Erzbischof Wilhelm den Bau der Burg Reichenberg, die die Verbindung zwischen dem Kerngebiet der Grafschaft Katzenelnbogen und deren Besitzungen am Rhein sichern sollte. Bis zu Wilhelms Tod wurde sie jedoch nur teilweise fertig.
1330 erhielt Wilhelm I. von Kaiser Ludwig dem Bayern das Recht, Darmstadt zu befestigen und mit den gleichen Freiheiten wie die Reichsstadt Frankfurt am Main auszustatten. Die Stadtrechte von Zwingenberg wurden ebenfalls neu bestätigt.
Vor seinem Tode führte Wilhelm das sogenannte Majorat in seinem Hause ein, demgemäß der älteste Sohn alleiniger Nachfolger wurde.
Graf Wilhelm I. wurde in der Familiengrablege im Kloster Eberbach beigesetzt. Das Grabmal befand sich 1612/1614 in der Klosterkirche vor dem Johannesaltar und wurde bei späteren Umbauten an der Wand aufgestellt. Fragmente der zerstörten Grabplatte aus rotem Sandstein sind heute im Abtei-Museum ausgestellt.

## Familie
Wilhelm I. war zweimal verheiratet.
Im Jahre 1284 heiratete er Irmgard (Jutta) von Isenburg-Büdingen († 1309), Tochter Ludwigs I. Der Ehe entstammten:
- Margarethe (1300–1336)
- Heilwig († 1333) ⚭ Bruno IV. von Isenburg-Braunsberg (vor 1305 – 23. August 1325)

In zweiter Ehe war Wilhelm mit Adelheid von Waldeck († 1. September 1329, Grabmal in Stiftskirche St. Goar), Tochter des Grafen Otto I. von Waldeck, verheiratet. Aus dieser Ehe stammten:
- Johann 1314
- Jutta (1315–1378), 1333–1378 Äbtissin im Damenstift Kaufungen
- Anna (1316–1350)

(i) ⚭ 1329 Johann II. von Isenburg-Limburg, Sohn Gerlachs II. von Limburg
(ii) ⚭ 1338 Philipp VI. von Falkenstein
- Elisabeth (1317–1368) ⚭ 1330 Graf Walram von Sponheim-Kreuznach
- Agnes (1318 – vor 1338), verlobt mit Philipp VI. von Falkenstein
- Wilhelm II. (* 1319; † vor 23. Oktober 1385)
- Diether (1320 – 3. Oktober 1350), 1342–1350 Abt der Abtei Prüm, Grabmal in Stiftskirche St. Goar
- Bertold (1321), ab 1342 Pfarrer zu Gerau
- Eberhard V. (ca. 1322; † 9. Dezember 1403) ⚭ 1367 Agnes von Dietz (ca. 1324; † 18. November 1399) Tochter von Gerhard VII. (1298–1343)